# Kaplica Wszystkich Świętych w Pradze
Kaplica Wszystkich Świętych (czes. kaple Všech svatých) – kaplica na terenie zamku hradczańskiego. Pierwotnie była tu XII-wieczna kaplica romańska. Pomiędzy 1372 a 1386 z polecenia Karola IV została zbudowana w jej miejscu Petera Parlera dwukondygnacyjna kaplica gotycka przypominająca kształtem Saint Chapelle w Paryżu.
W roku 1541 kaplica została zniszczona przez pożar i pozostały z niej jedynie mury. Po tym wydarzeniu pierwotnie wolnostojąca kaplica została odbudowana w stylu renesansowym i w 1598 roku połączona z pałacem królewskim i Salą władysławowską. Obecnie nawa jest renesansowa, a gotyckie jedynie prezbiterium.

W podziemiach kaplicy od 1588 roku złożone są szczątki Świętego Prokopa.

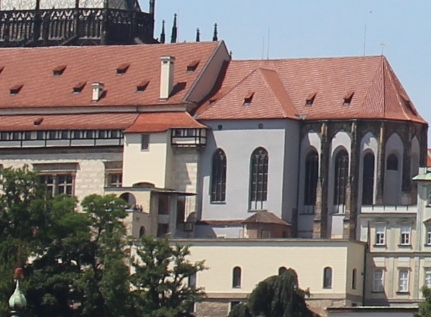
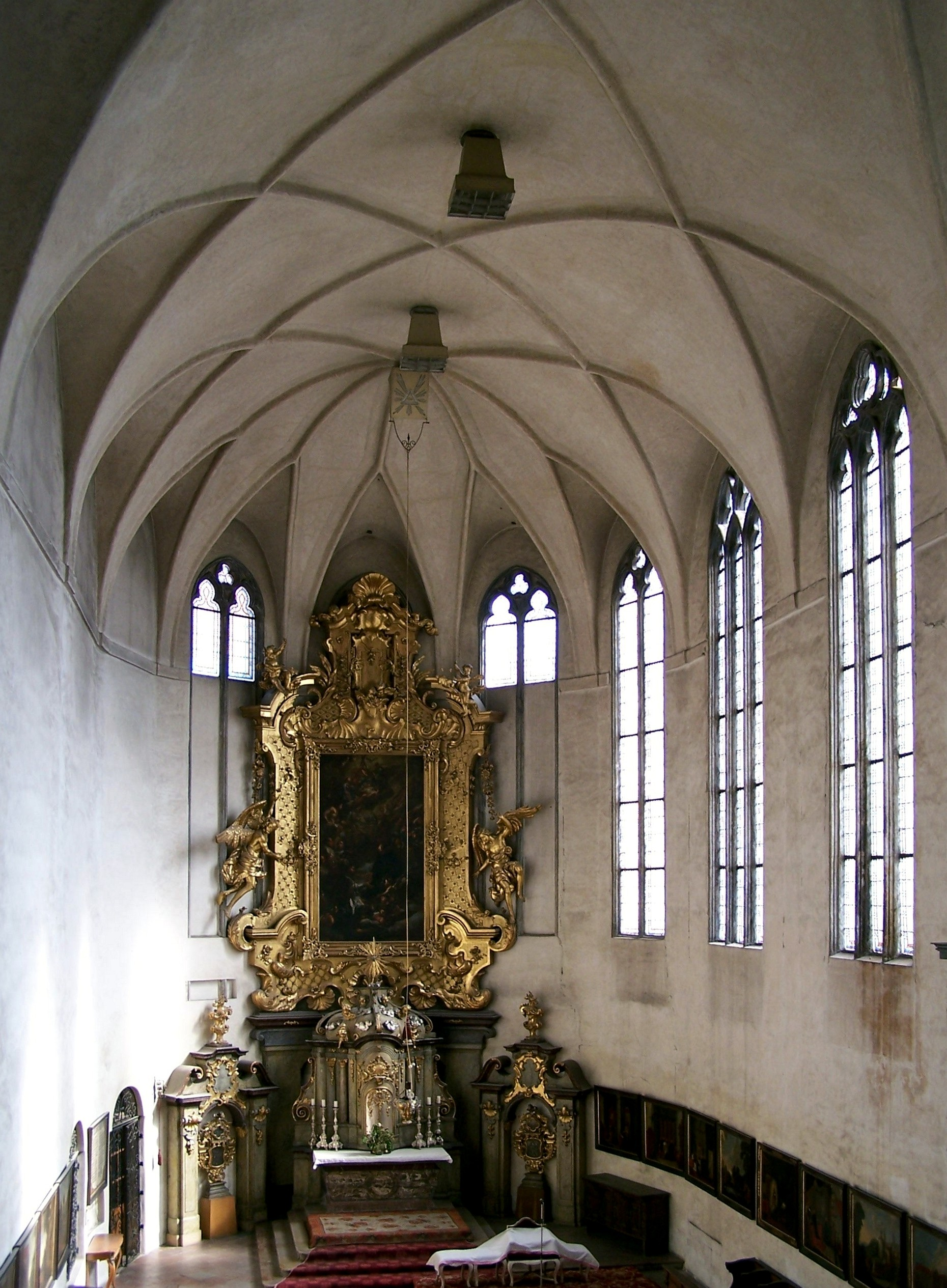